# Diego Caldeira
Diego Alejandro Caldeira Moniz (* 12. September 2003) ist ein venezolanischer Leichtathlet, der sich auf den Hindernislauf spezialisiert hat.

## Sportliche Laufbahn
Erste Erfahrungen bei internationalen Meisterschaften sammelte Diego Caldeira bei den Panamerikanischen Crosslauf-Meisterschaften 2024 in San Salvador, bei denen er nach 30:43 min auf den elften Platz im Einzelrennen gelangte. Anschließend belegte er bei den Ibero-Amerikanischen Meisterschaften in Cuiabá in 8:54,42 min den neunten Platz über 3000 m Hindernis und im September gewann er bei den U23-Südamerikameisterschaften in Bucaramanga in 9:21,67 min die Bronzemedaille hinter den Brasilianern Vinícius de Carvalho und Mateus de Alencar.
2024 wurde Caldeira venezolanischer Meister im 3000-Meter-Hindernislauf.

## Persönliche Bestleistungen
- 3000 m Hindernis: 8:54,42 min, 10. Mai 2024 in Cuiabá